# Оболенский, Василий Иванович (филолог)
 Василий Иванович Оболенский  (1790—1847) — русский филолог, писатель-переводчик, адъюнкт Московского университета (1835—1843).

## Биография
Родился в семье сельского священника Орловской губернии в 1790 году (имеется также указание, что в 1836 году ему было 42 года).
Первоначальное воспитание получил в доме отца. Затем окончил Орловскую духовную семинарию (находившуюся в Севске) и в 1809 году поступил канцеляристом в московское губернское правление. Весной 1810 года Оболенский, при содействии М. П. Третьякова, поступил в Московский университет, — изучать древние языки. Во время наполеоновского нашествия 1812 года он уехал в Ярославль, но вскоре вернулся обратно в Москву и продолжил обучение.
В 1814 году Оболенский окончил университет кандидатом словесных наук и в январе 1816 года был определён старшим учителем латинского языка в Тверскую гимназию. В 1820 году он вернулся в Московский университет и продолжил свои научные занятия. В это время он преподавал латинский язык в университетском благородном пансионе. В январе 1824 года Оболенский, защитив диссертацию на тему «De discrimine et ingenio litterarum graecorum et romanorum nec non utilitate ac praestantia studiorum humanitatis», был удостоен степени магистра словесных наук.
В 1827 году Оболенский был назначен старшим преподавателем в 1-ю московскую гимназию. Оболенский зарекомендовал себя хорошим педагогом. В 1828 году был командирован в Санкт-Петербург, — для изучения метода взаимного обучения; вернувшись в Москву, он уже в январе 1829 года открыл школу взаимного обучения при Никитском училище, куда он пожертвовал свои средства.
В 1832 году В. И. Оболенскому было поручено читать лекций по греческому языку для студентов первого курса. В 1835 году он был утвержден адъюнктом, с увольнением от должности учителя гимназии и Воспитательного дома. К. С. Аксаков вспоминал:

Оболенский был очень забавен; он был небольшого роста и с весьма важными приемами; голос его, иногда низкий, иногда переходил в очень тонкие ноты.
Помимо обязанностей лектора, Оболенский исполнял обязанности секретаря 1-го отделения филологического факультета и разные другие поручения начальства: заведовал изданием греческих классиков для студентов, издал Илиаду в подлиннике. В связи со слабым зрением в июне 1843 года он ушёл в отставку.

## Личные качества
Современники отмечали доброту и педагогический талант Оболенского. Оболенский был хорошим лектором. Один из его учеников отмечал, что он умел «говорить много дельного и прекрасного, без всякого приготовления и заранее обдуманного плана… Он любил беседовать и говорить, и в разговоре обнаруживал необыкновенную начитанность. Внезапно высказывались мысли оригинальные, в которых виднелся высокий ум и благородная душа». Оболенский доброжелательно относился к своим студентам. Наиболее бедных из них он иногда приглашал к себе на квартиру и предоставлял им бесплатно пользоваться его столом, помещением и библиотекой. М. П. Погодин называл его «добрейшим существом, какое только может быть». Другой современник, Пеховский говорит, что Василий Иванович, будучи младенцем душой, «имел сердце чистейшее и добрейшее, совесть неукоризненную, скоро прощал и забывал обиды, был великодушен, щедр, прост и т. д.». Другой отличительной чертой Оболенского была его крайняя оригинальность, граничившая с чудачеством. Эта черта, в связи с его колоссальной рассеянностью, служила часто пищей для насмешек над Василием Ивановичем, на которые тот, впрочем, почти не обращал внимания.

## Литературная деятельность
Литературная деятельность Оболенского выразилась преимущественно в переводах с греческого языка. В отдельных изданиях имеются следующие труды В. И. Оболенского:
- «История Геродиана в восьми книгах о Римской империи по кончине Марка Аврелия до избрания Младшего Гордиана» пер. с греч., М. 1829;
- «Платоновы разговоры о законах» (М.: тип. С. Селивановского, 1827. — [8], IV, 555 с.); «Homeri Ilias in usum scholarum» (М. 1829).

Кроме того, В. И. Оболенский напечатал несколько работ и в периодических изданиях:
- «Летопись Феофана, От Диоклетиана до царей Михаила и сына его Феофилакта». Пер. с греч. («Чтения в Имп. Общ. Ист. и Древн. Российск.» кн. 4-я, стр. 1—70);
- «Правила жизни добродетельной», из сочин. Платона: «О законах»; пер. с греч. («Моск. Вестн.» 1827 года ч. 2, стр. 348—363).

Помимо переводов с греческого языка, перу Оболенского принадлежит и ряд оригинальных сочинений, которые он помещал главным образом в журнале «Атеней» (1828—1830 гг.) и «Русском Зрителе» (1829 г.).
теоретические статьи
- Об отличительных качествах поэзии и красноречия // «Атеней», 1828, т. III, стр. 357—368;
- Сравнительный взгляд на высокое и прекрасное // «Атеней», т. V, стр. 303—311);
- О высоком и смешном // «Атеней», т. VI, стр. 191—199);

беллетристика
- Арабак // «Атеней», 1830 г., т. III, стр. 111—117)
- Клязьма, Москва и проч. // «Атеней», т. IV, стр. 114—126
- Талант и Случай // «Атеней», 1828 г., т. II, стр. 86—96
- Гений Павловска // «Атеней», т. VI, стр. 338—343) и др.

Речь Оболенского «О добром направлении сердца», которую он читал на акте в гимназии, была напечатана в брошюре «Речи и стихи, произнесенные в торжественный день акта в московской гимназии в 1829 г.» (М. 1829).

## Источник
- Оболенский, Василий Иванович (филолог) // Русский биографический словарь : в 25 томах. — СПб.—М., 1896—1918.